# Динтао
Динта́о (кит. упр. 定陶, пиньинь Dìngtáo) — район городского подчинения городского округа Хэцзэ провинции Шаньдун (КНР). Название района происходит от холма Таоцю.

## История
В XII веке до н.э. чжоуский У-ван сделал своего шестого младшего брата Цаоским бо, и тот сделал своей столицей Таоцю. Когда царство Цинь впервые в истории объединило Китай в единое государство, здесь был создан уезд Динтао (定陶县). В конце существования империи Цинь Лю Бан провозгласил себя в Динтао императором империи Хань.
В августе 1949 года была создана провинция Пинъюань, в составе которой был образован Специальный район Хэцзэ (菏泽专区); уезд оказался в составе специального района Хэцзэ. В ноябре 1952 года провинция Пинъюань была расформирована, и Специальный район Хэцзэ был передан в состав провинции Шаньдун. В октябре 1958 года уезды Чэнъу и Динтао были объединены в один уезд. В ноябре 1958 года Специальный район Хэцзэ был присоединён к Специальному району Цзинин (济宁专区), но в июне 1959 года был восстановлен в прежнем составе. В начале 1962 году уезды Чэнъу и Динтао были вновь разделены. В марте 1967 года Специальный район Хэцзэ был переименован в Округ Хэцзэ (菏泽地区).
Постановлением Госсовета КНР от 23 июня 2000 года были расформированы Округ Хэцзэ и город Хэцзэ, а вместо них с 8 января 2001 года был образован Городской округ Хэцзэ.
В 2016 году уезд Динтао был преобразован в район городского подчинения.

## Административное деление
Район делится на 2 уличных комитета и 10 посёлков.